# Franco Maldonato
Franco Maldonato, all'anagrafe Francesco (Maratea, 6 maggio 1958), è uno scrittore italiano.

## Biografia
Di professione avvocato, esordisce nella narrativa nel 2015 con il romanzo storico Teste mozze al quale viene assegnato il Premio internazionale Francesco Saverio Nitti e dal quale in seguito fu tratta l'omonima opera teatrale del regista Ulderico Pesce con Sebastiano Somma e Morgana Forcella. Nel 2017 pubblica La rivolta di Sapri. Con un saggio introduttivo sulle rivolte meridionali degli anni '70.
Nel 2018 gli viene affidato l’incarico di coordinatore del Polo Museale del Comune di San Giovanni a Piro, comprendente il Museo e Casa José García Ortega.
Nel 2022 pubblica il saggio dal titolo L’imbroglio dedicato al Mezzogiorno e al progetto dell’Alta velocità al Sud. Nel 2024 pubblica il romanzo di formazione Il mistero del sigillo reale. al quale viene assegnato il Premio Amelia Rosselli per la letteratura.

## Libri
- Teste mozze, Rubbettino Editore, 2015
- La rivolta di Sapri. Con un saggio introduttivo sulle rivolte meridionali degli anni '70, Licosia Edizioni, 2017
- L’imbroglio, Licosia Edizioni, 2022
- Il mistero del sigillo reale, Castelvecchi Editore, 2024
- Il ponte di ferro. Il Cilento: dal mito alla realtà, dalla preistoria alla storia, alla ricerca di una identità, 2024

## Premi e riconoscimenti
- 2017 - Premio internazionale Francesco Saverio Nitti per il Mediterraneo.[5][6]
- 2024 - Premio Amelia Rosselli per la letteratura.[7]